# Fehértejű keserűgomba
A fehértejű keserűgomba (Lactifluus piperatus) a galambgombafélék családjába tartozó, Európában és Észak-Amerikában honos, erdőkben élő, csak sütve-főzve fogyasztható, csípős ízű gombafaj. Egyéb elnevezései: borsos tejelőgomba, közönséges keserűgomba.

## Megjelenése
A fehértejű keserűgomba kalapja 5-15 (20) cm széles; alakja fiatalon domború, majd laposan kiterül, végül tölcséres lesz. Széle sokáig aláhajló marad. Színe fehéres, idősen okkeres, világosbarna foltok láthatók rajta. Felülete sima, csupasz, matt, száraz időben táblásan berepedezhet.
Húsa kemény, merev, színe fehér. Sérülésre bőséges fehér tejnedvet ereszt, amely nem változtatja színét, esetleg megszáradva kissé sárgul. Szaga nincs, íze égetően csípős. 
Sűrűn álló, keskeny lemezei a tönkre lefutók. Színük fehér vagy krémszínű, idősen okkerbarnásan foltosodnak.
Tönkje 3-10 cm magas és 1-3 cm vastag. Alakja hengeres vagy a töve felé elvékonyodó. Színe fehéres, okkerbarnán foltosodó. Felülete csupasz, kissé egyenetlen.
Spórapora fehér. Spórája ellipszis alakú, felülete rücskös-szemölcsös, amelyeket keskeny, nem teljes hálózatot alkotó gerincek kötnek össze. Mérete 8-9 x 6-7 µm. 

### Hasonló fajok
Az ehető földtoló galambgombával vagy a nem ehető pelyhes keserűgombával és rózsáslemezű tejelőgombával lehet összetéveszteni. 

## Elterjedése és termőhelye
Európában és Észak-Amerikában honos. Ausztráliába behurcolták. Magyarországon gyakori.
Lomb- és fenyőerdőkben él, a szárazságot jól tűri. Júliustól októberben terem.
Nyersen gyomorpanaszokat okozhat. Jól megsütve vagy főzve fogyasztható, de íze így is intenzíven csípős marad. Szárított pora bors vagy erőspaprika helyett használható.  

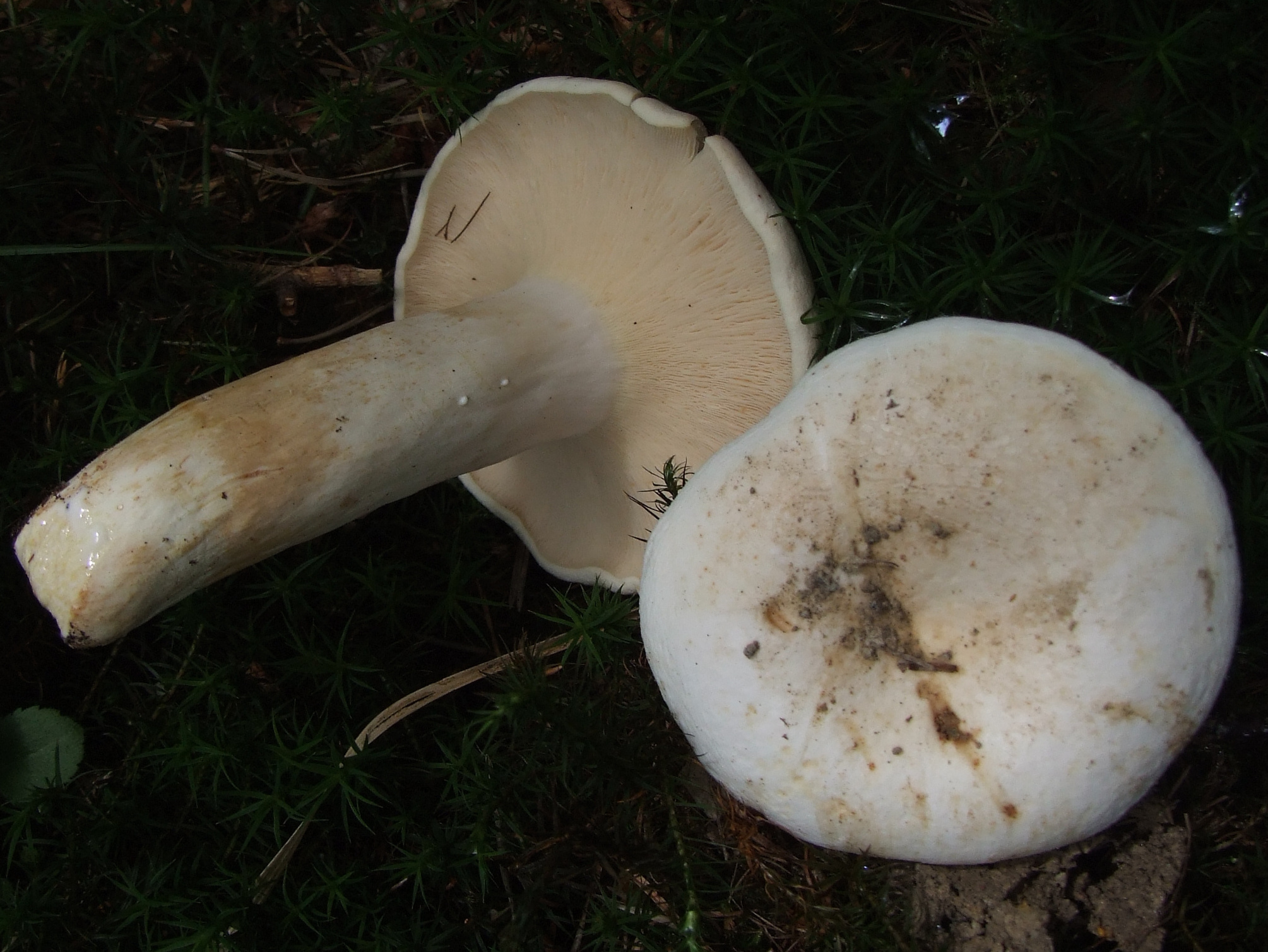
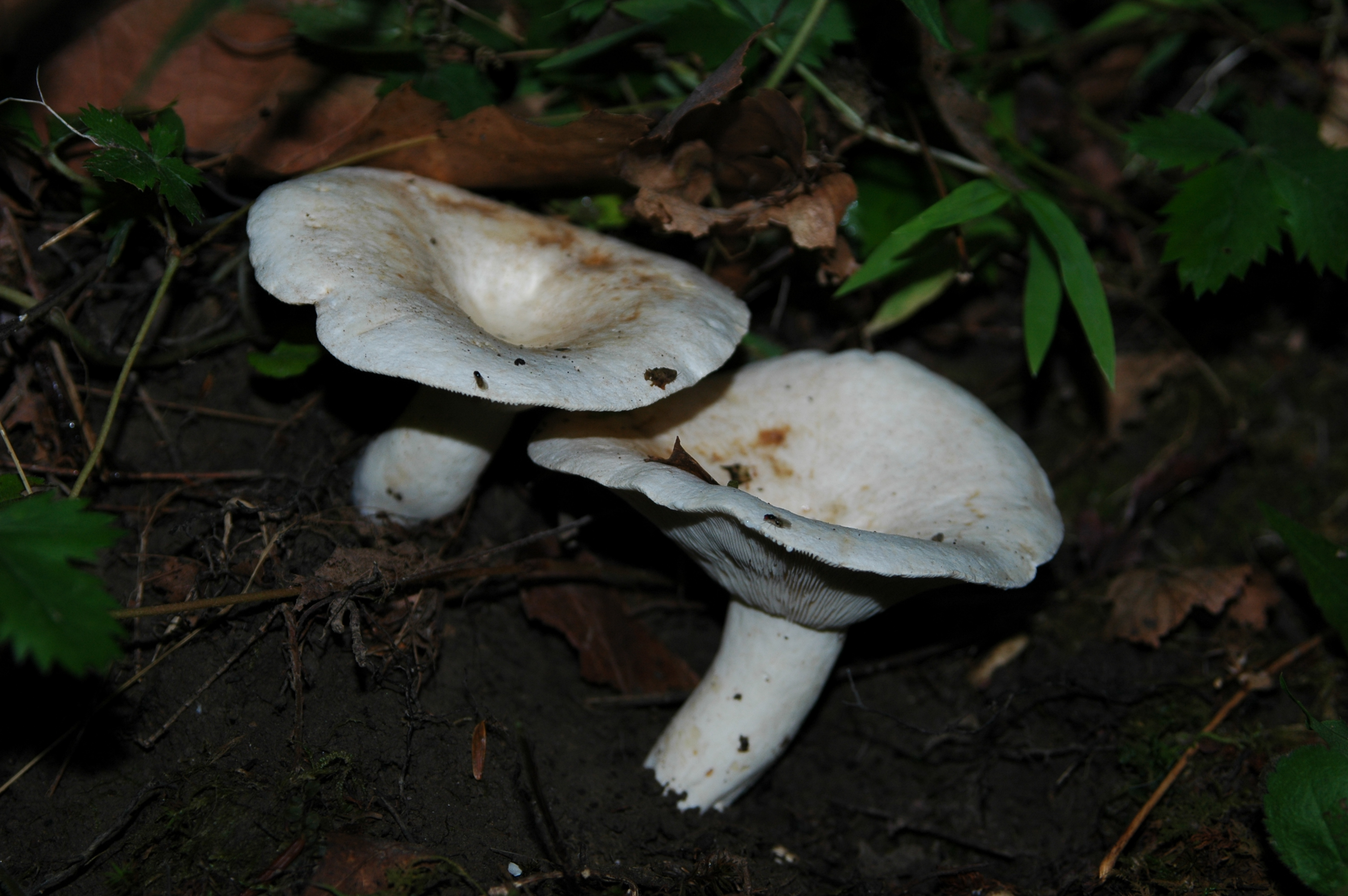
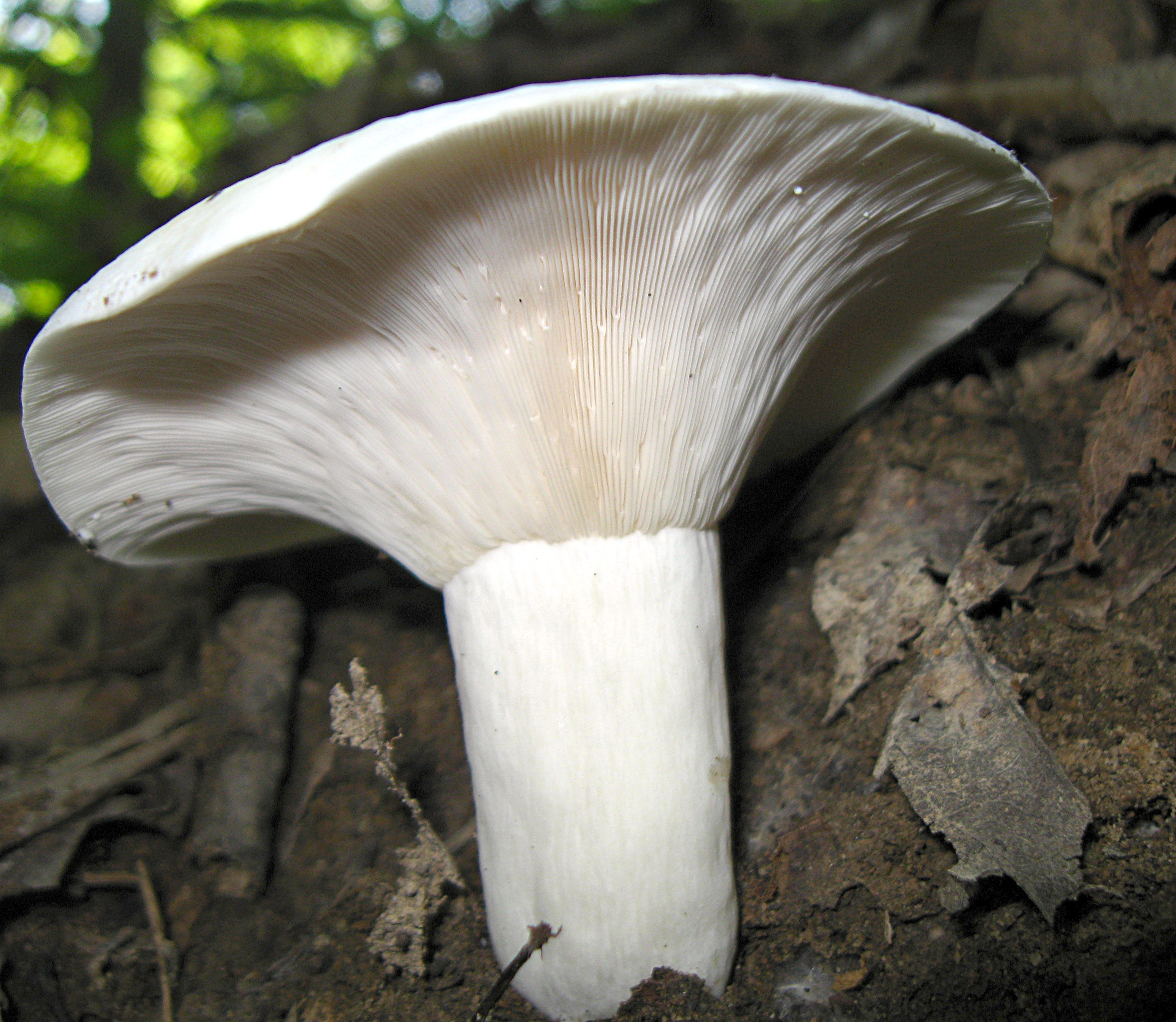
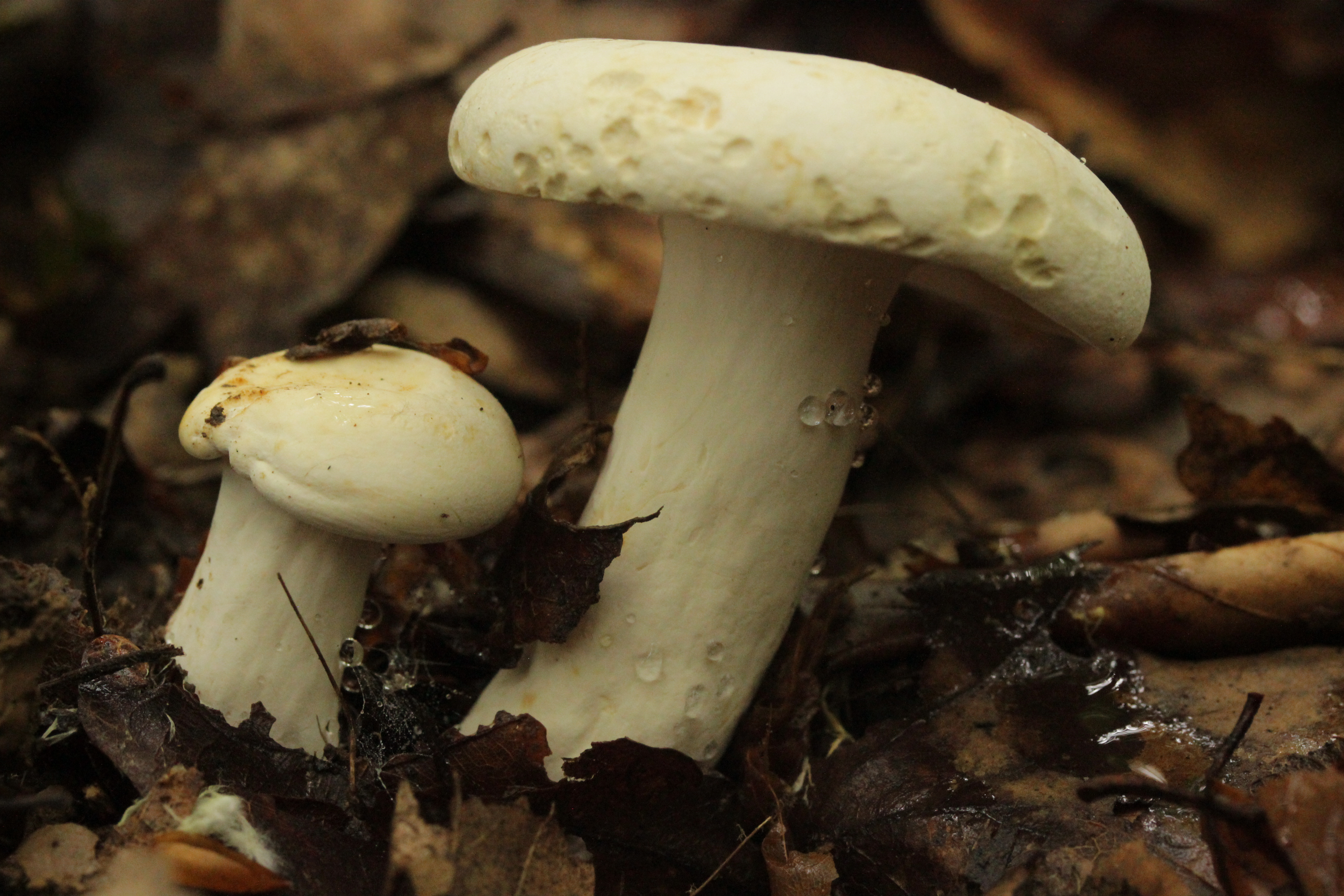
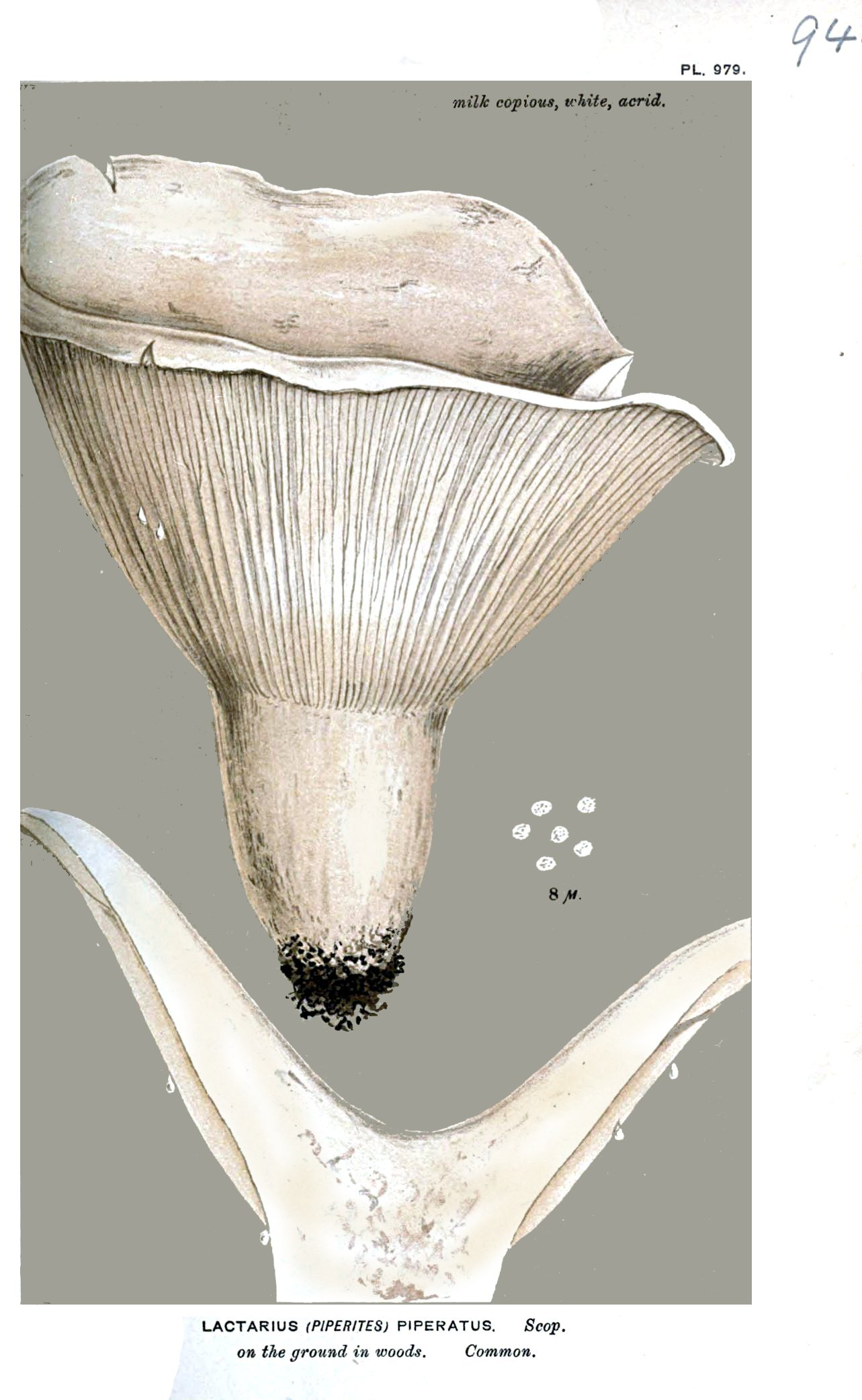